# Sege (Albacete)
Sege es una de las pedanías del municipio español de Yeste, en la provincia de Albacete. Está situada en el valle del río Segura en los límites del Parque natural de los Calares del Río Mundo y de la Sima.

## Historia
Su nombre proviene del árabe, que significa llano. Aunque su origen es desconocido, se han encontrado tumbas árabes en los alrededores de la aldea, por lo que se puede afirmar con certeza que en Sege hubo presencia de la ocupación árabe en la península ibérica. A comienzos del siglo XX esta aldea subsistía gracias a la ganadería y la agricultura. Mayoritariamente los hombres trabajaban el cultivo de las tierras y la ganadería, mientras que las mujeres se dedicaban a las tareas domésticas y a la cría de animales para el consumo de la propia familia: (gallinas, conejos y pollos).
Durante las décadas de 1960, 1970 y 1980 la mayor parte de la población emigró, principalmente hacia el centro de España y la costa mediterránea. En 2017, Sege tenía 96 habitantes.

## Gastronomía
La gastronomía típica de Sege está compuesta por migas de harina y ajo pringue. En cuanto a los dulces, son típicos de la zona las tortas de manteca, los suspiros, las rosquillas de aguardiente, las monas de pascua y las  hojuelas con miel. Las bebidas típicas elaboradas son mistela, zurracapote y aguardiente.

## Fiestas
Las fiestas en honor a San Miguel Arcángel se celebraban durante la década de 1970 el 7 y el 8 de noviembre, pero actualmente se celebran durante los días 15 y 16 de agosto.